# Janet Badjan-Young
Janet Badjan-Young (sinh năm 1937) là một nhà viết kịch và quản trị viên người Gambian, "dễ dàng là một trong những nhà viết kịch nổi tiếng nhất" trong nước.

## Tiểu sử
bà có bằng Cử nhân về Kịch (Anh, 1959) và bằng Thạc sĩ Truyền thông (1979, Hoa Kỳ). Bà đã dành phần lớn cuộc đời của mình bên ngoài The Gambia: ở Sierra Leone, ở Kenya, ở Nigeria và ở Caribbean. Bà làm việc cho Trung tâm Thông tin Liên Hợp Quốc tại Cảng Tây Ban Nha, Trinidad và Tobago, trước khi trở thành Giám đốc UNIC tại Lagos, Nigeria. Bà là Giám đốc của khu phức hợp Nhà hát Ebunjang tại Kanifing South.
Năm 2012, bà là một trong năm phụ nữ Gambian được vinh danh vì đóng góp quan trọng của họ cho "sự phát triển của Gambia trong mọi khía cạnh của cuộc sống", nhận được "Giải thưởng Xuất sắc".

## bàng trình

### Vở kịch
- Kế thừa tối thượng, dàn dựng đầu tiên năm 2001 [7]
- Trận chiến Sankandi, lần đầu tiên được sản xuất năm 2002.[8]
- The Dance of Katchikali: một bộ phim khiêu vũ, được dàn dựng lần đầu tiên vào năm 2007.
- Bàn tay của số phận, xuất bản năm 2009.
- Chuỗi cảm hứng, sản xuất năm 2011.[5]

### Khác
- "Chiến tranh tập thể chống lại nghèo đói", AM News, Thứ năm (Tháng 4, 1 1): 6.